# Heavenly Valley
 (décembre 2023).
Si vous disposez d'ouvrages ou d'articles de référence ou si vous connaissez des sites web de qualité traitant du thème abordé ici, merci de compléter l'article en donnant les références utiles à sa vérifiabilité et en les liant à la section « Notes et références ».
Pour les articles homonymes, voir Heavenly.

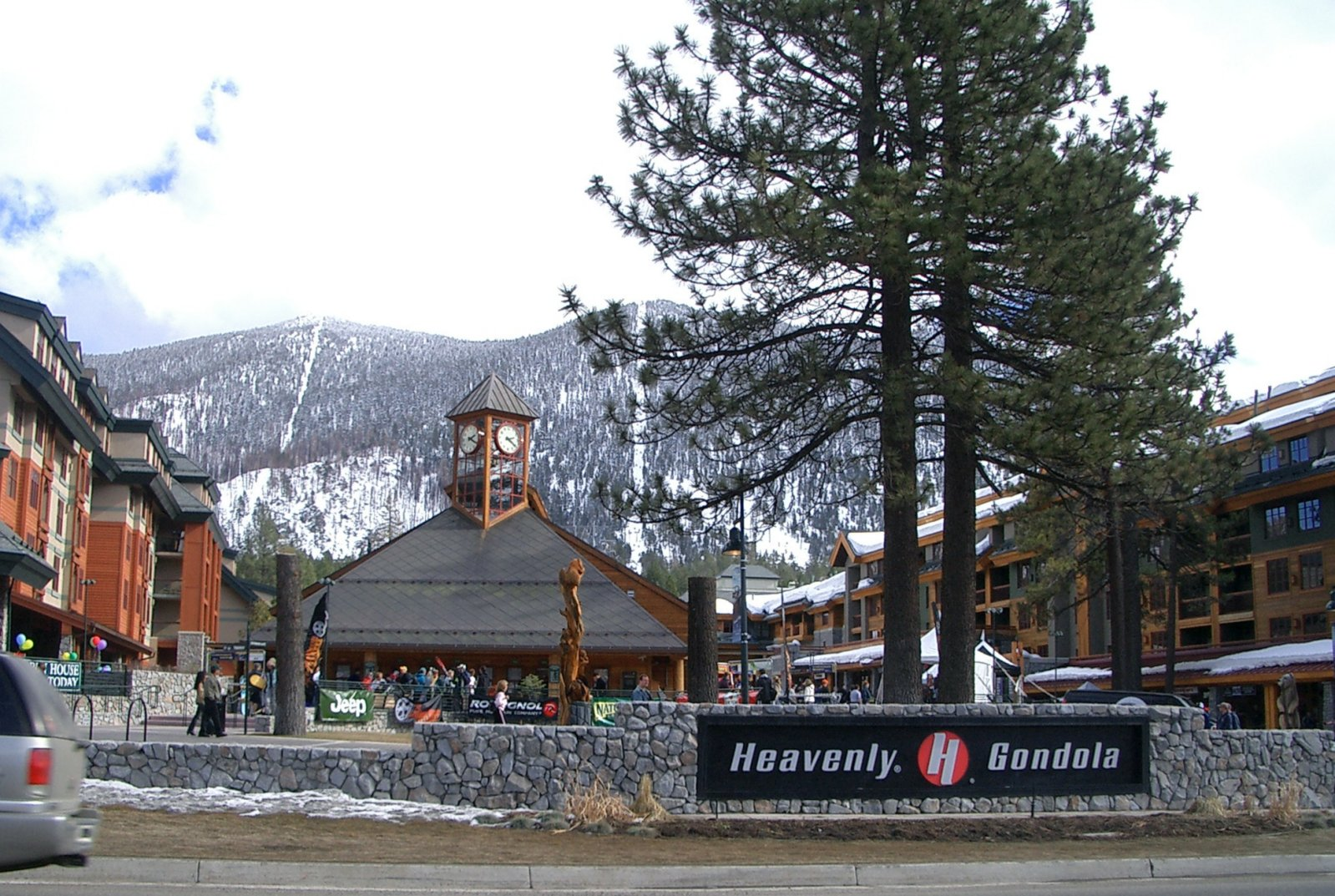
Heavenly Gondola Base

Heavenly Valley est une station de ski située près de South Lake Tahoe en Californie, à la frontière avec le Nevada.
La station propose 97 pistes et 30 remontées mécaniques sur un site de 1 900 hectares. Le point culminant est à 3 068 m. La station est généralement ouverte de décembre à avril. 
La station accueille des épreuves de la Coupe du monde de ski alpin.
Sonny Bono y est mort des suites d'un accident de ski le 5 janvier 1998.

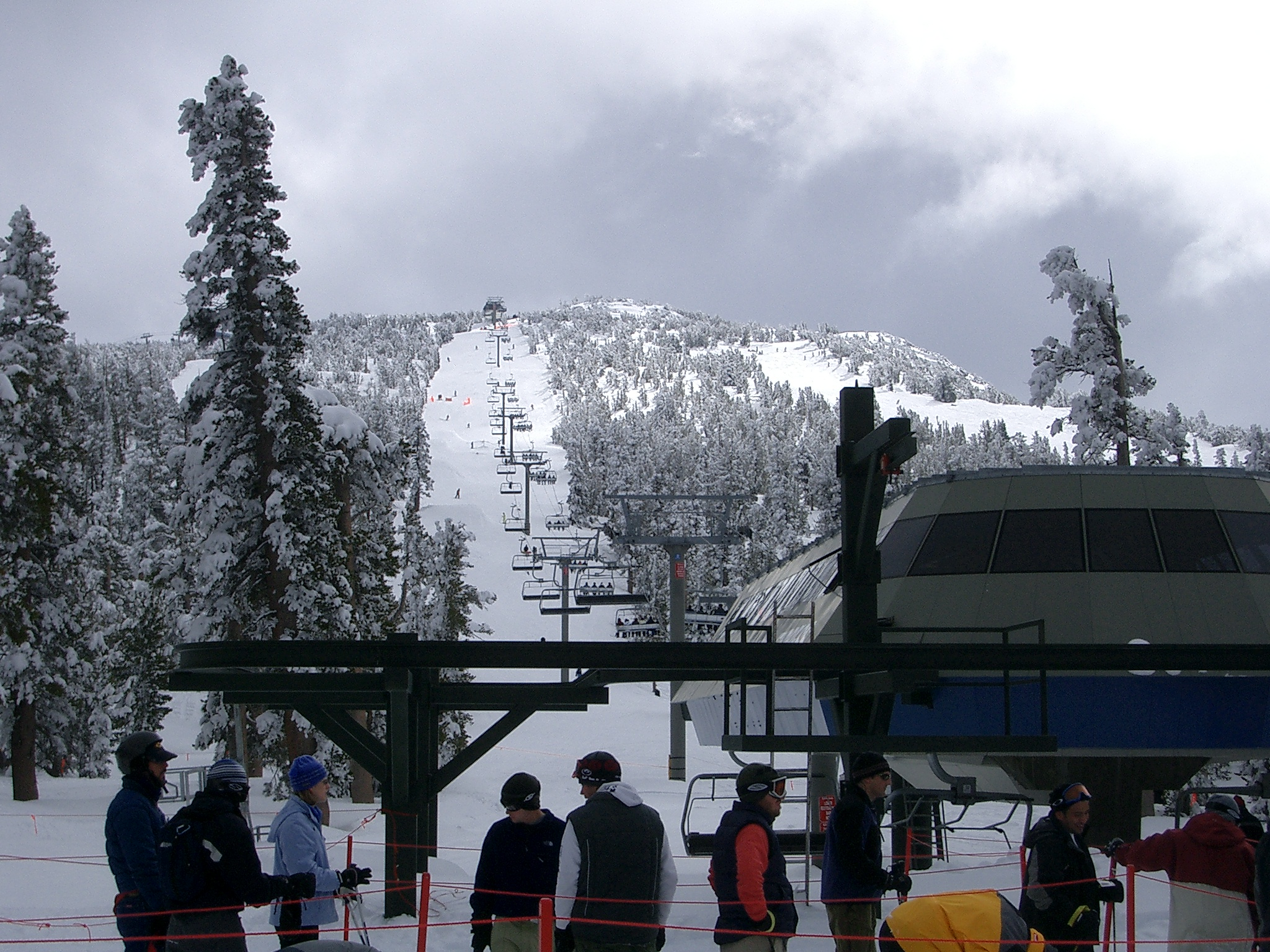
Remontée mécanique
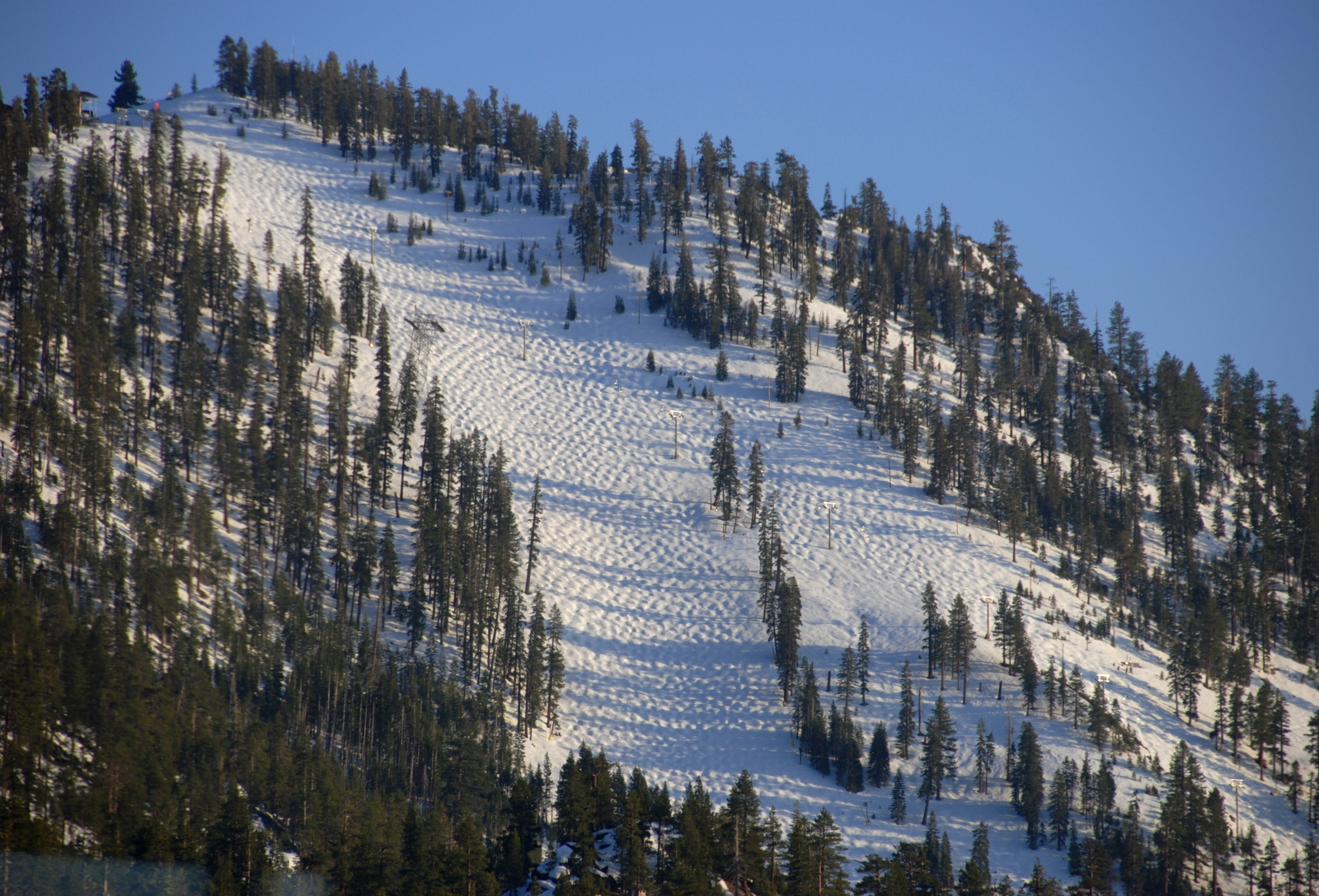
Une des pistes